# Stazione meteorologica di Grottaferrata
La stazione meteorologica di Grottaferrata è la stazione meteorologica di riferimento relativa alla località di Grottaferrata.

## Coordinate geografiche
La stazione meteorologica è situata nell'Italia centrale, in provincia di Roma, nel comune di Grottaferrata, a 330 metri s.l.m. e alle coordinate geografiche 41°47′N 12°40′E.

## Dati climatologici
Secondo i dati medi del trentennio 1961-1990, la temperatura media del mese più freddo, gennaio, è di +7,3 °C, mentre quella del mese più caldo, luglio, si attesta a +23,4 °C.
Le precipitazioni medie annue, attorno ai 900 mm e distribuite mediamente in 73 giorni, presentano un picco molto accentuato in autunno ed un minimo relativo estivo .
| Grottaferrata       | Mesi | Mesi | Mesi | Mesi | Mesi | Mesi | Mesi | Mesi | Mesi | Mesi | Mesi | Mesi | Stagioni | Stagioni | Stagioni | Stagioni | Anno |
| Grottaferrata       | Gen  | Feb  | Mar  | Apr  | Mag  | Giu  | Lug  | Ago  | Set  | Ott  | Nov  | Dic  | Inv      | Pri      | Est      | Aut      | Anno |
| ------------------- | ---- | ---- | ---- | ---- | ---- | ---- | ---- | ---- | ---- | ---- | ---- | ---- | -------- | -------- | -------- | -------- | ---- |
| T. max. media (°C)  | 11,2 | 12,5 | 14,9 | 18,1 | 22,5 | 26,5 | 29,7 | 29,2 | 25,2 | 20,2 | 15,5 | 12,2 | 12,0     | 18,5     | 28,5     | 20,3     | 19,8 |
| T. min. media (°C)  | 3,3  | 3,7  | 5,3  | 7,8  | 11,3 | 14,8 | 17,1 | 17,5 | 14,8 | 11,0 | 7,6  | 4,3  | 3,8      | 8,1      | 16,5     | 11,1     | 9,9  |
| Precipitazioni (mm) | 99   | 89   | 76   | 71   | 53   | 36   | 17   | 46   | 90   | 99   | 132  | 105  | 293      | 200      | 99       | 321      | 913  |
| Giorni di pioggia   | 8    | 7    | 8    | 7    | 6    | 4    | 2    | 4    | 5    | 6    | 8    | 8    | 23       | 21       | 10       | 19       | 73   |